# Iowa Wild
Iowa Wild – amerykański klub hokeja na lodzie z siedzibą w Des Moines w stanie Iowa.
Od 2013 jest kontynuatorem prawnym klubu Houston Aeros i od tego czasu gra w lidze AHL.
Funkcjonuje jako zespół farmerski dla Minnesota Wild z ligi NHL, ponadto jej afiliacją jest Orlando Solar Bears w lidze ECHL oraz Quad City Mallards (CHL)